# Hodalavadi, Kolar
Hodalavadi là một làng thuộc tehsil Kolar, huyện Kolar, bang Karnataka, Ấn Độ.